# Hans-Sakristjärnen
Hans-Sakristjärnen är en sjö i Härjedalens kommun i Härjedalen och ingår i Ljusnans huvudavrinningsområde. Sjön har en area på 0,0683 kvadratkilometer och ligger 524,3 meter över havet. Sjön avvattnas av vattendraget Storvasslan.

## Delavrinningsområde
Hans-Sakristjärnen ingår i det delavrinningsområde (687231-140244) som SMHI kallar för Inloppet i Röjestjärnen. Medelhöjden är 526 meter över havet och ytan är 0,18 kvadratkilometer. Räknas de 2 avrinningsområdena uppströms in blir den ackumulerade arean 7,33 kvadratkilometer. Storvasslan som avvattnar avrinningsområdet har biflödesordning 4, vilket innebär att vattnet flödar genom totalt 4 vattendrag innan det når havet efter 298 kilometer. Avrinningsområdet består mestadels av skog (47 procent) och sankmarker (17 procent). Avrinningsområdet har 0,07 kvadratkilometer vattenytor vilket ger det en sjöprocent på 36,6 procent.